# Ректа (Быховский район)
Ре́кта (бел. Рэкта) — деревня в составе Холстовского сельсовета Быховского района Могилёвской области Белоруссии.
До 2013 года входила в состав упразднённого Борколабовского сельсовета.

## Население
- 2010 год — 10 человек